# ランジ
ランジ(lunge)はウェイトトレーニングの基本的種目の一つ。主に大臀筋と大腿四頭筋に刺激を与える。ハムストリングスにも負荷がかかる。背中の自然なアーチをつくり、動作中に背中を丸めないようにする。

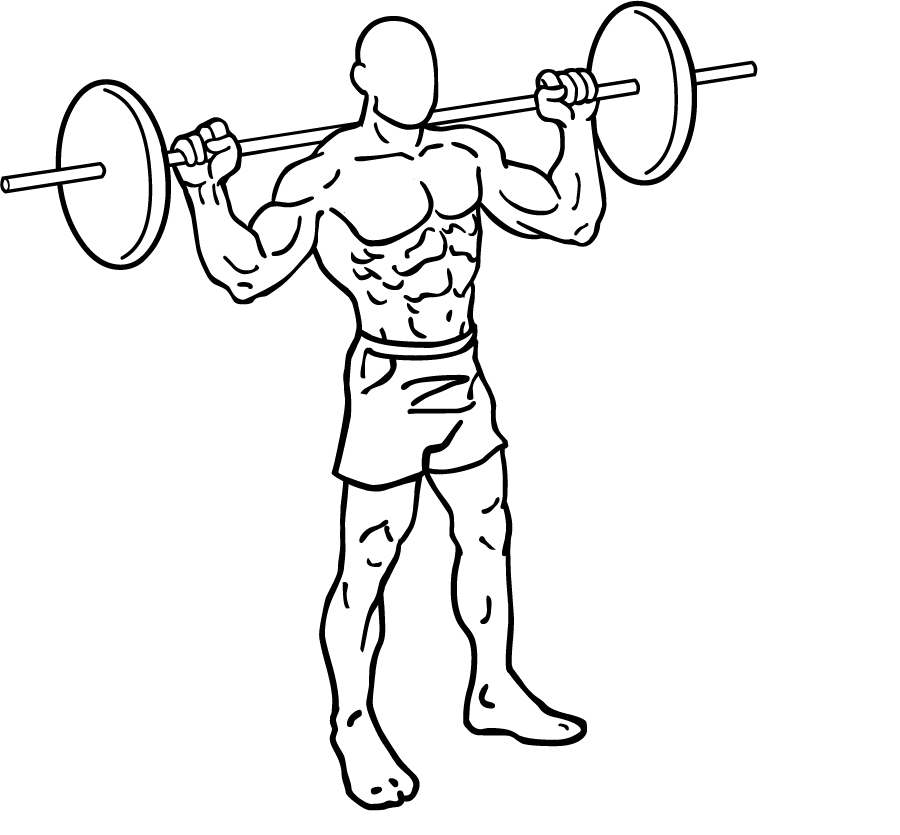
バーベル・フロント・ランジ(スタート)

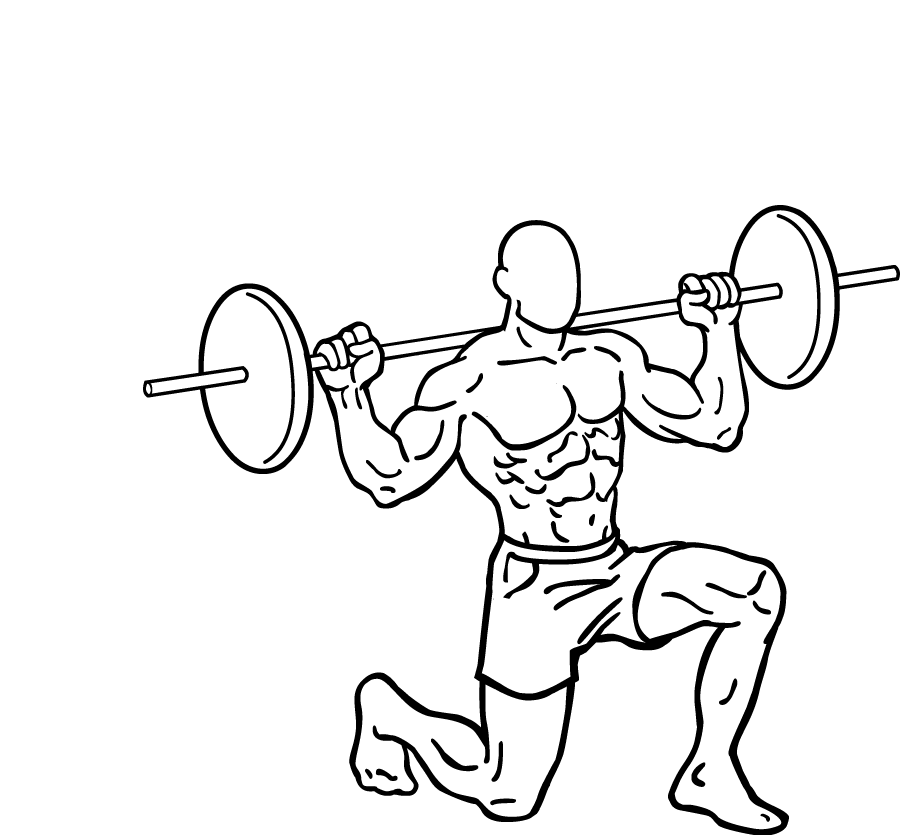
バーベル・フロント・ランジ(フィニッシュ)

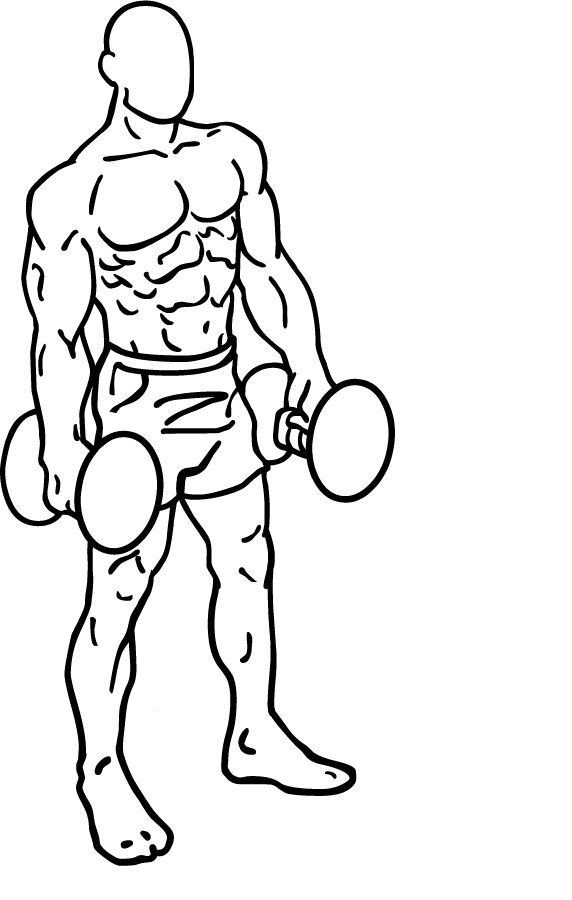
ダンベル・フロント・ランジ(スタート)

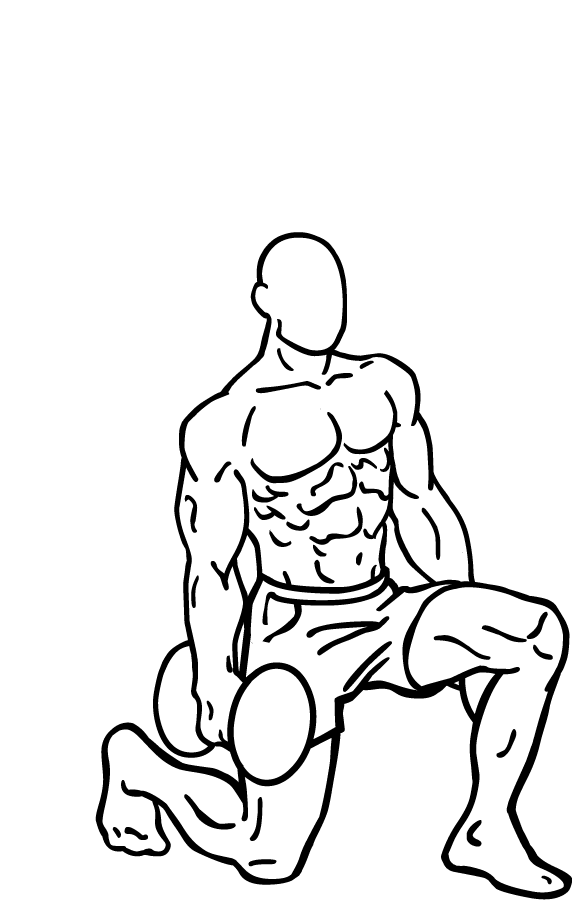
ダンベル・フロント・ランジ(フィニッシュ)

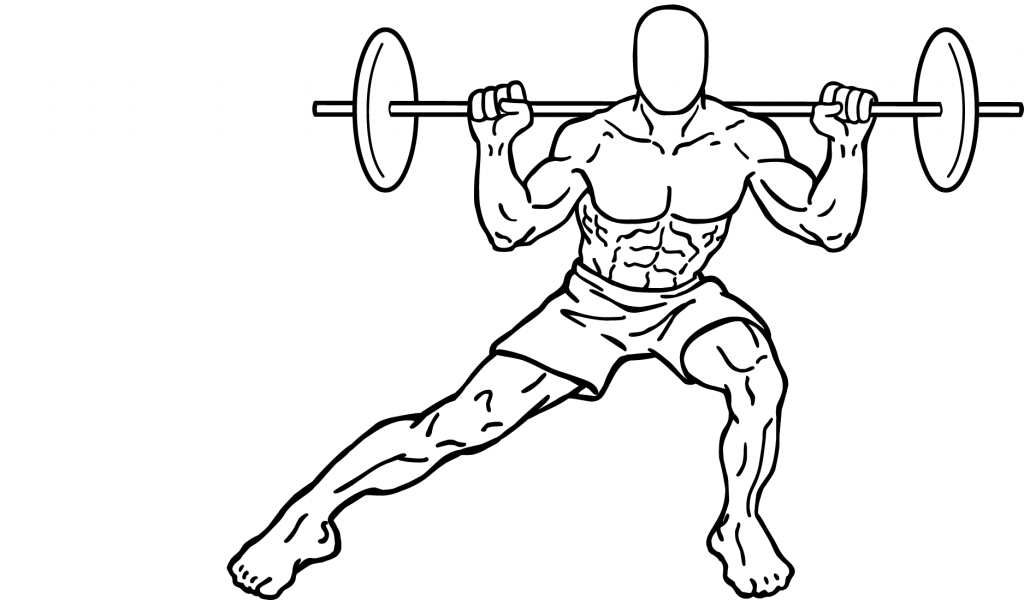
バーベル・サイド・ランジ(左)

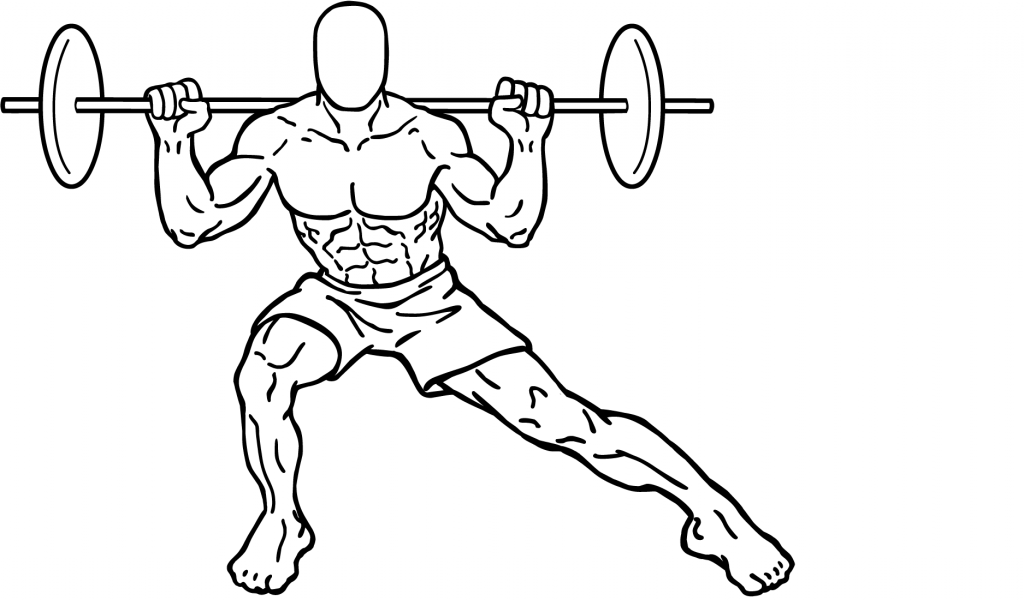
バーベル・サイド・ランジ(右)

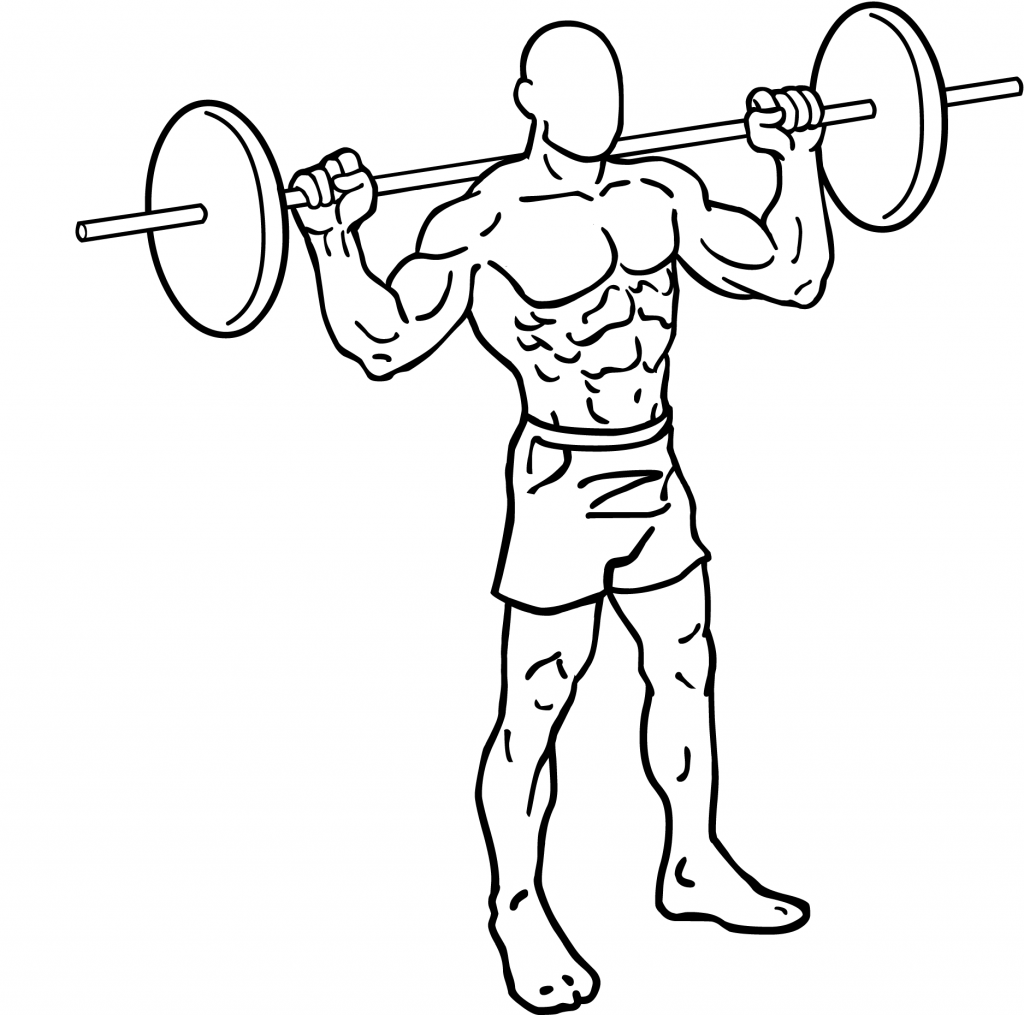
バーベル・バック・ランジ(スタート)

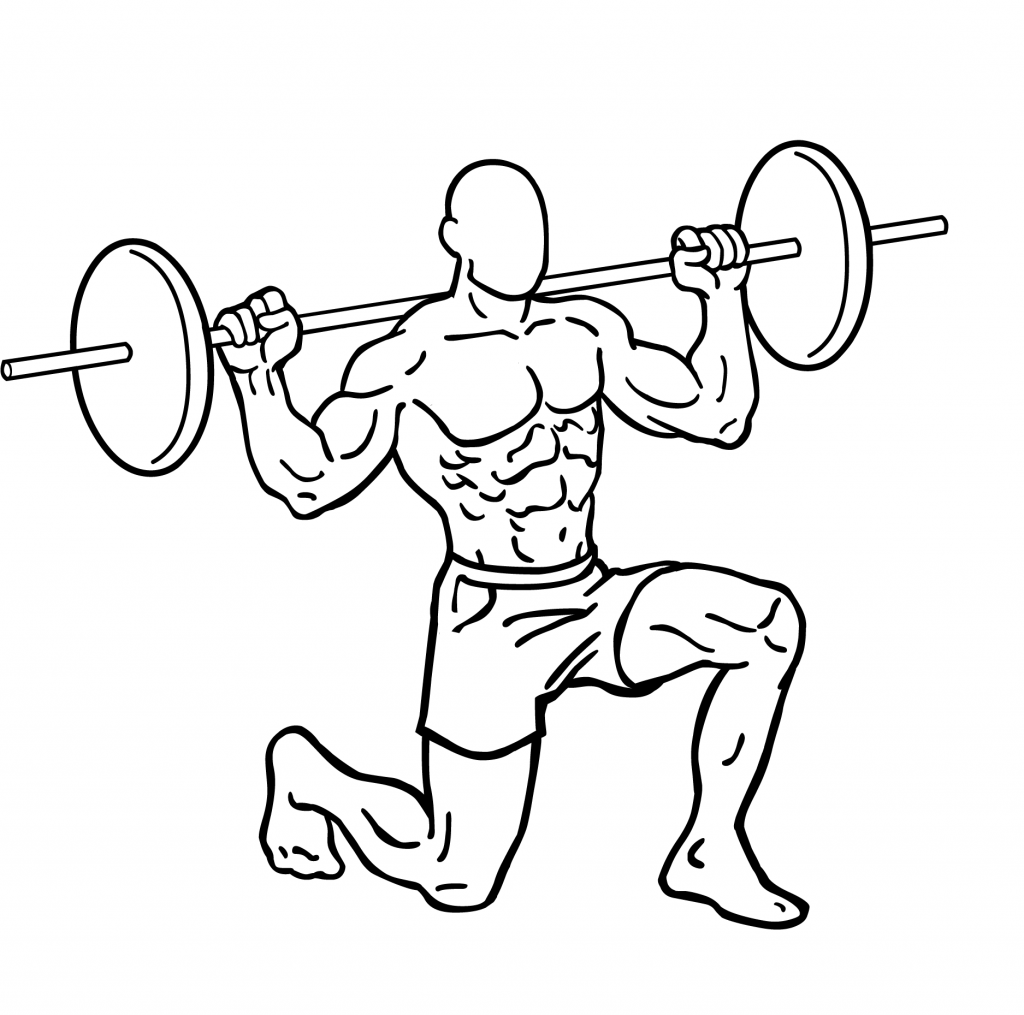
バーベル・バック・ランジ(フィニッシュ)

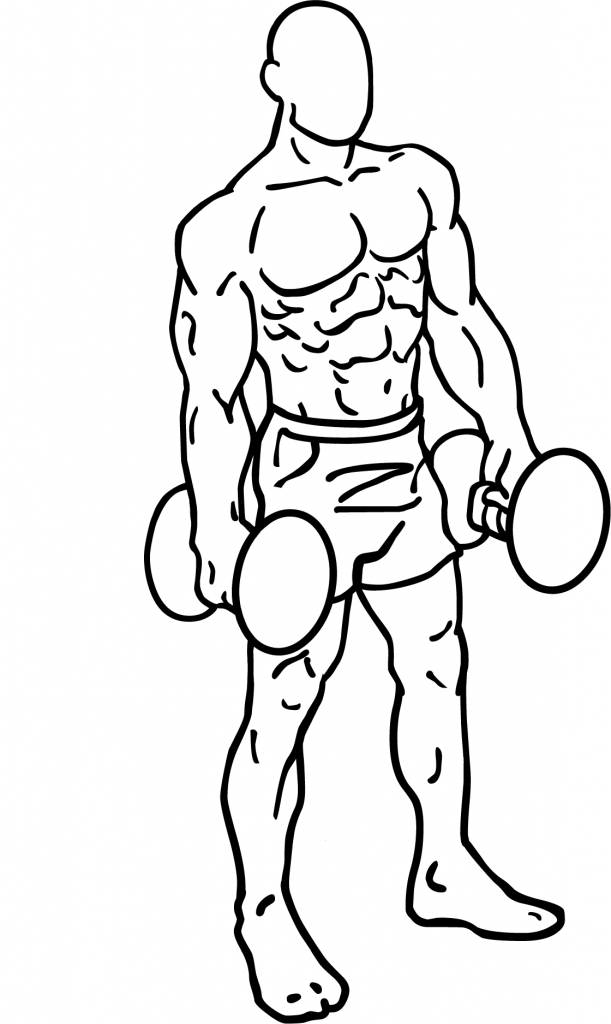
ダンベル・バック・ランジ(スタート)

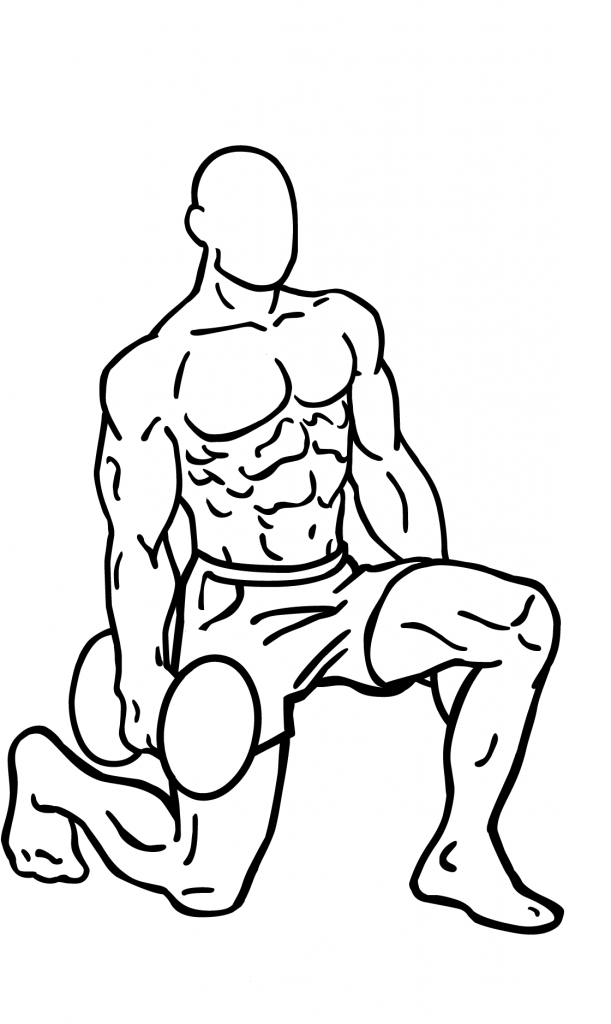
ダンベル・バック・ランジ(フィニッシュ)

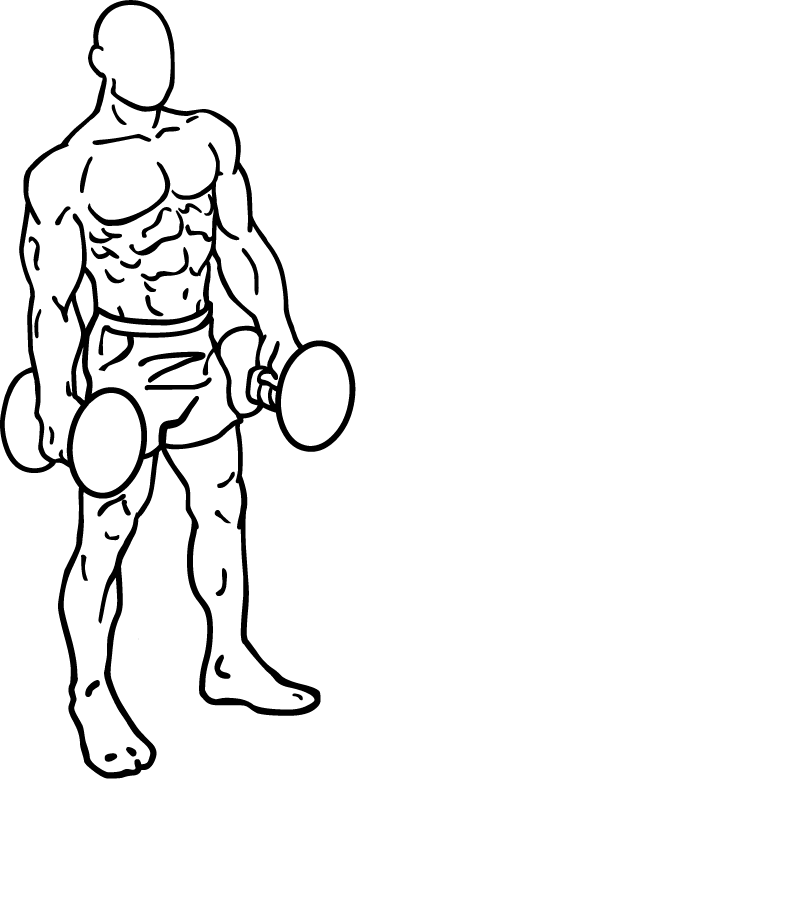
ダンベル・ウォーキング・ランジ1

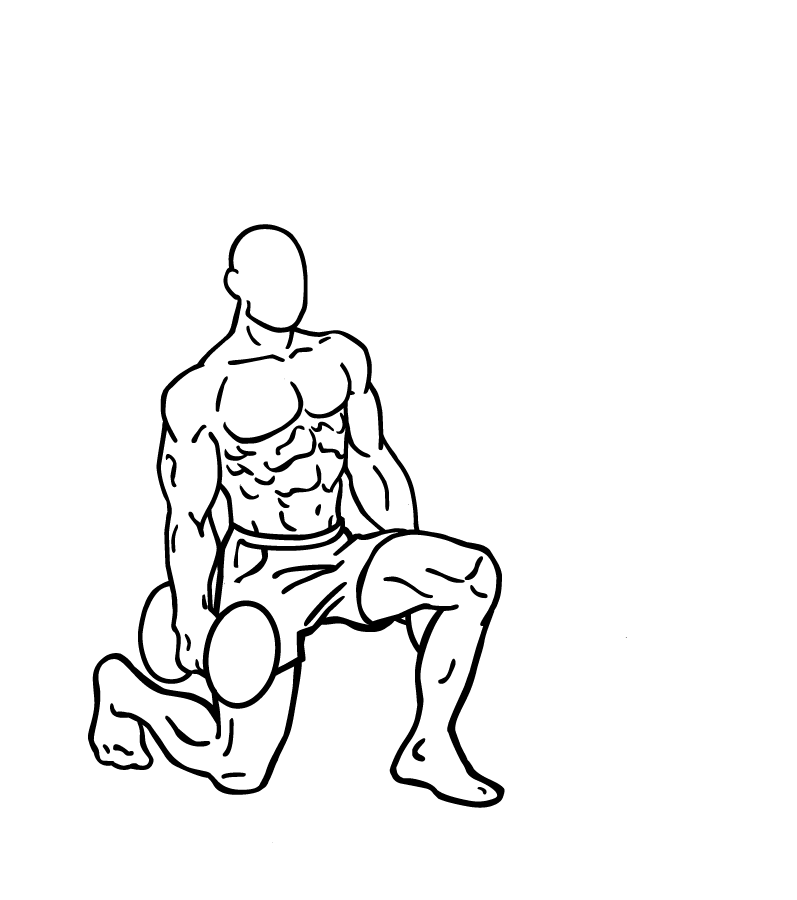
ダンベル・ウォーキング・ランジ2

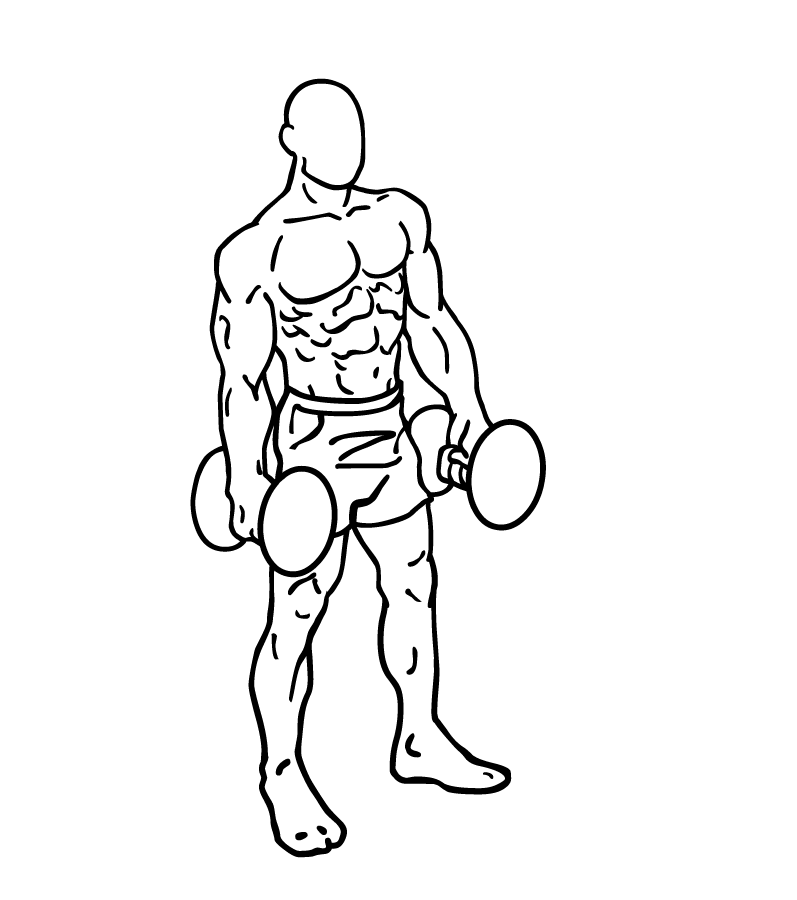
ダンベル・ウォーキング・ランジ3

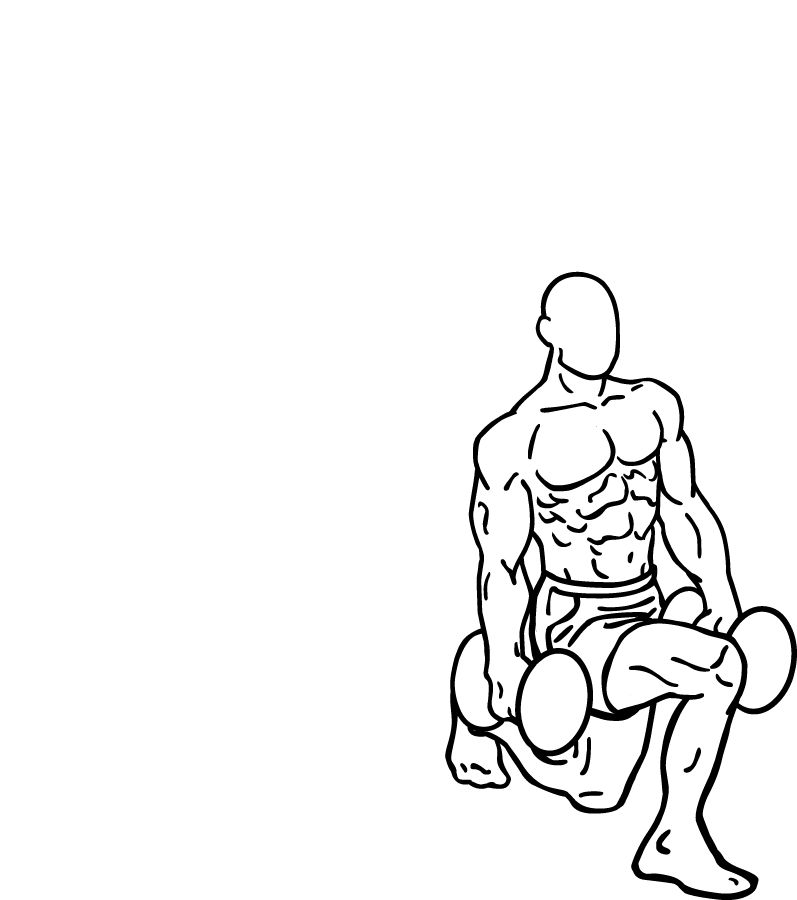
ダンベル・ウォーキング・ランジ4

## 具体的動作

### バーベル・フロント・ランジ
踏み出す足の膝がつま先よりあまり出ないようにする。
1. スクワットの要領でバーベルを首の後ろに担ぎ、肩幅より少し狭いスタンスで立つ。顔を正面に向けて胸を張る。
2. 息を吸って止め、片足を大きく前に踏み出し、大腿が床と並行になるくらいまで腰を沈めていく。
3. 動作の最後の部分で大臀筋やハムストリングスが十分にストレッチされるのを感じてから、息を吐きながら踏み込んだ足で床をけって腰を上げ、元の姿勢に戻る。
4. 踏み出す足を左右交互にして2~3を繰り返す。

### ダンベル・フロント・ランジ
踏み出す足の膝がつま先よりあまり出ないようにする。
1. ダンベルを両手に持って肩幅より少し狭いスタンスで立つ。顔を正面に向けて胸を張る。
2. 息を吸って止め、片足を大きく前に踏み出し、大腿が床と並行になるくらいまで腰を沈めていく。
3. 動作の最後の部分で大臀筋やハムストリングスが十分にストレッチされるのを感じてから、息を吐きながら踏み込んだ足で床をけって腰を上げ、元の姿勢に戻る。
4. 踏み出す足を左右交互にして2~3を繰り返す。

### バーベル・サイド・ランジ
大内転筋にも負荷がかかる。多くの競技スポーツにおける横方向の動きに対して有効である。
はじめはウエイトを持たずにフォームの練習を十分に行い、慣れてきてもウエイトは軽いものから徐々に重くしていく。踏み出した足の方に上体が傾かないように気をつける。踏み出した足の膝がつま先よりあまり出ないようにする。踏み出した足は、足の裏全体で床をとらえること。
1. スクワットの要領でバーベルを首の後ろに担ぎ、肩幅より少し狭いスタンスで立つ。顔をやや上方に向けて胸を張る。
2. 息を吸って止め、片足を大きく横に踏み出し、かかとを接地させてから足の裏全体を床につける。つま先は45度に開くこと。上体をしっかりと起したまま、膝をつま先と同じ方向に向け、ゆっくりと腰を沈めていく。
3. 動作の最後の部分で大臀筋やハムストリングス、反対の脚の大内転筋がストレッチされるのを十分に感じてから、息を吐きながら踏み込んだ足で床をけって腰を上げ、元の姿勢に戻る。
4. 踏み出す足を左右交互にして2~3を繰り返す。

### バーベル・バック・ランジ
踏み出す足と反対の脚の膝がつま先よりあまり出ないようにする。
1. スクワットの要領でバーベルを首の後ろに担ぎ、肩幅より少し狭いスタンスで立つ。顔を正面に向けて胸を張る。
2. 息を吸って止め、片足を大きく後ろに踏み出し、大腿が床と並行になるくらいまで腰を沈めていく。
3. 動作の最後の部分で大臀筋やハムストリングスが十分にストレッチされるのを感じてから、息を吐きながら踏み込んだ方と反対の脚の力を使って腰を上げ、元の姿勢に戻る。
4. 踏み出す足を左右交互にして2~3を繰り返す。

### スミスマシン・バック・ランジ
踏み出す足と反対の脚の膝がつま先よりあまり出ないようにする。
1. スクワットの要領でスミスマシンのバーを首の後ろに担ぎ、肩幅より少し狭いスタンスで立つ。顔を正面に向けて胸を張る。
2. 息を吸って止め、片足を大きく後ろに踏み出し、大腿が床と並行になるくらいまで腰を沈めていく。
3. 動作の最後の部分で大臀筋やハムストリングスが十分にストレッチされるのを感じてから、息を吐きながら踏み込んだ方と反対の脚の力を使って腰を上げ、元の姿勢に戻る。
4. 踏み出す足を左右交互にして2~3を繰り返す。

### ダンベル・バック・ランジ
踏み出す足と反対の脚の膝がつま先よりあまり出ないようにする。
1. ダンベルを両手に持って肩幅より少し狭いスタンスで立つ。顔を正面に向けて胸を張る。
2. 息を吸って止め、片足を大きく後ろに踏み出し、大腿が床と並行になるくらいまで腰を沈めていく。
3. 動作の最後の部分で大臀筋やハムストリングスが十分にストレッチされるのを感じてから、息を吐きながら踏み込んだ方と反対の脚の力を使って腰を上げ、元の姿勢に戻る。
4. 踏み出す足を左右交互にして2~3を繰り返す。

### フロント＆バック・ランジ (山本式ランジ)
山本義徳が普及させたエクササイズ。負荷が強ければウエイトを持たずに行うようにする。
1. ダンベルを両手に持って肩幅より少し狭いスタンスで立つ。顔を正面に向けて胸を張る。
2. 息を吸って止め、片足を大きく前に踏み出すと同時に上体を前傾させ、大腿が床と並行になるくらいまで腰を沈めていく。
3. 動作の最後の部分で大臀筋やハムストリングスが十分にストレッチされるのを感じてから、息を吐きながら踏み込んだ足で床をけって腰を上げ、元の姿勢に戻る。このとき、踏み出した方の足を床につけない。
4. 息を吸って止め、最初に踏み出した足を大きく後ろに踏み出すと同時に上体を前傾させ、大腿が床と並行になるくらいまで腰を沈めていく。
5. 動作の最後の部分で大臀筋やハムストリングスが十分にストレッチされるのを感じてから、息を吐きながら踏み込んだ方と反対の脚の力を使って腰を上げ、元の姿勢に戻る。
6. 2~5を繰り返す。反対の脚も同様に行う。

### ダンベル・ウォーキング・ランジ
踏み出す足の膝がつま先よりあまり出ないようにする。
1. 両手にダンベルを持ち、肩幅より少し狭いスタンスで立つ。顔を正面に向けて胸を張る。
2. 息を吸って止め、片足を大きく前に踏み出し、大腿が床と並行になるくらいまで腰を沈めていく。
3. 動作の最後の部分で大臀筋やハムストリングスが十分にストレッチされるのを感じてから、息を吐きながら踏み込んだ方と反対の足で床を蹴って腰を上げ、踏み出した位置で直立する。このとき、踏み出した方と反対の足を床につけない。
4. 息を吸って止め、最初と反対の足を大きく前に踏み出し、大腿が床と並行になるくらいまで腰を沈めていく。
5. 動作の最後の部分で大臀筋やハムストリングスが十分にストレッチされるのを感じてから、息を吐きながら踏み込んだ方と反対の足で床を蹴って腰を上げ、踏み出した位置で直立する。このとき、踏み出した方と反対の足を床につけない。
6. 踏み出す足を左右交互にして2~5を繰り返す。

### バーベル・ウォーキング・ランジ
踏み出す足の膝がつま先よりあまり出ないようにする。
1. スクワットの要領でバーベルを担ぎ、肩幅より少し狭いスタンスで立つ。顔を正面に向けて胸を張る。
2. 息を吸って止め、片足を大きく前に踏み出し、大腿が床と並行になるくらいまで腰を沈めていく。
3. 動作の最後の部分で大臀筋やハムストリングスが十分にストレッチされるのを感じてから、息を吐きながら踏み込んだ方と反対の足で床を蹴って腰を上げ、踏み出した位置で直立する。このとき、踏み出した方と反対の足を床につけない。
4. 息を吸って止め、最初と反対の足を大きく前に踏み出し、大腿が床と並行になるくらいまで腰を沈めていく。
5. 動作の最後の部分で大臀筋やハムストリングスが十分にストレッチされるのを感じてから、息を吐きながら踏み込んだ方と反対の足で床を蹴って腰を上げ、踏み出した位置で直立する。このとき、踏み出した方と反対の足を床につけない。
6. 踏み出す足を左右交互にして2~5を繰り返す。

### ダンベル・スプリット・ランジ
1. 両手にダンベルを持ち、肩幅より少し狭いスタンスで立つ。顔を正面に向けて胸を張る。
2. 息を吸って止め、片足を大きく前に踏み出し、大腿が床と並行になるくらいまで腰を沈めていく。後ろ脚は少し曲げておく。
3. 息を吐きながら素早く両脚を伸ばし、上方に跳び上がる。
4. 空中で前脚と後ろ脚を入れ替えて着地する。
5. 2~4を繰り返す。

### バーベル・スプリット・ランジ
1. スクワットの要領でバーベルを担ぎ、肩幅より少し狭いスタンスで立つ。顔を正面に向けて胸を張る。
2. 息を吸って止め、片足を大きく前に踏み出し、大腿が床と並行になるくらいまで腰を沈めていく。後ろ脚は少し曲げておく。
3. 息を吐きながら素早く両脚を伸ばし、上方に跳び上がる。
4. 空中で前脚と後ろ脚を入れ替えて着地する。
5. 2~4を繰り返す。